# 安德烈夫反射

當電子入射到超導體和正常金属之間產生的示意圖。在圖片中紅色的代表電子，綠色的代表電洞，而S代表超導體，N代表已正常金属。

安德烈夫反射(Andreev reflection)是描述一個電子入射超導體(S)和正常金属(N)之現象，是由俄國物理學家亞歷山大·F·安德烈夫首度發現。當電子入射過超導體和正常金属之間時，在正常金属這邊會形成一個與之前入射電子自旋相反的電洞，而在超導體的另一邊會形成一個庫柏對(兩個自旋不同電子糾纏在一起狀態)
所谓正常金属, 这里指在费米面附近, 相反自旋态密度相同的金属.